# Blokdijk
Blokdijk is een gehucht in de gemeente Drechterland, in de Nederlandse provincie Noord-Holland. Het behoorde tot 1 januari 2006 bij de gemeente Venhuizen. De plaats heeft inclusief de buurtschap De Hout 380 inwoners (2007).
Beide vallen formeel onder Hem, zij het dat Blokdijk ook voor een klein deel onder Wijdenes valt. De plaats is ontstaan langs de zuidelijke dijk van Blokweeren, Ooster- en Westerblokker. De plaats werd in 1469 genoemd als Blocdijc en in 1745 als Block Dyck. Later ontstond er een overtoom, die de verbinding met het zuiden onderhield. De huidige bewoning is vooral agrarisch maar kent ook een kleine kern van nieuwbouw.

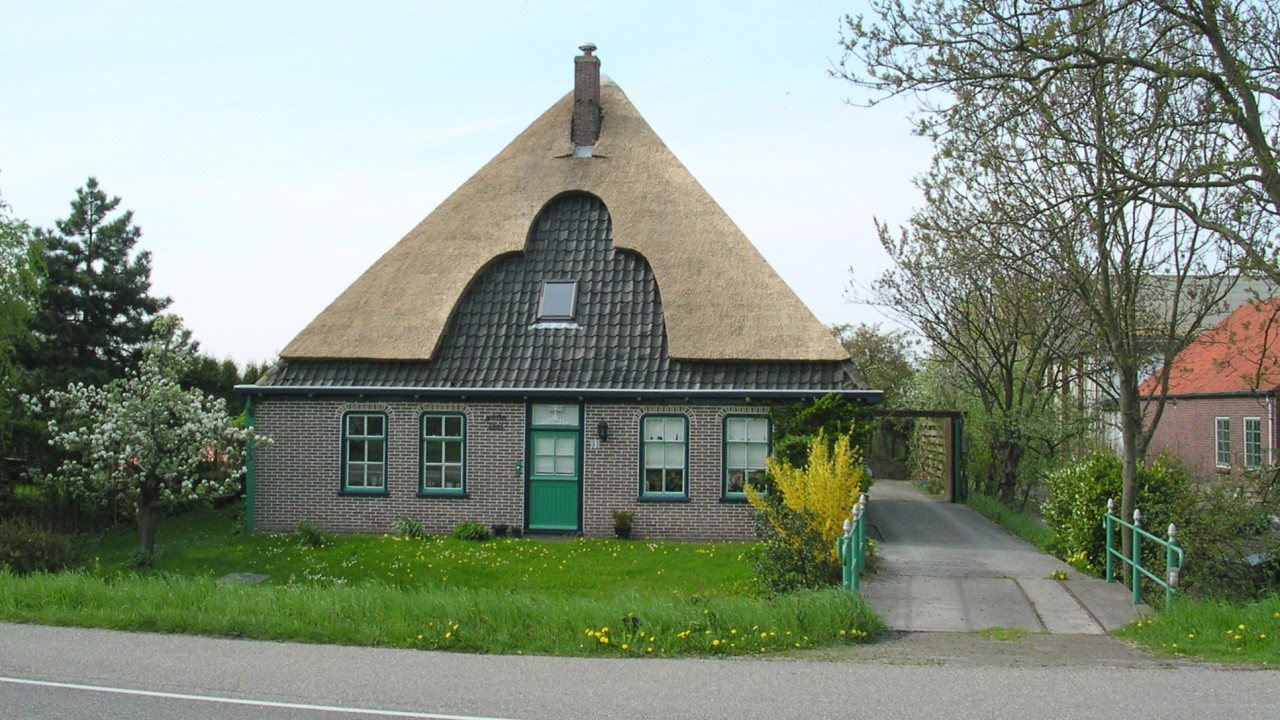
Stolpboerderij aan de provinciale weg in Blokdijk

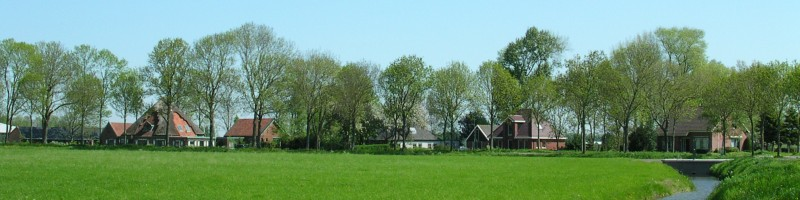
Uitzicht op de woonkern van Blokdijk

Dorpen: Hem · Hoogkarspel · Oosterblokker · Oosterleek · Schellinkhout · Venhuizen · Westwoud · Wijdenes

Buurtschappen: Binnenwijzend · Blokdijk · De Bangert (deels) · De Buurt · De Hout · De Weed · Kraaienburg · Leekerweg · Munnickaij (deels) · Oostergouw · Oosterwijzend · Oudijk · Tersluis · Westerbuurt · Westerwijzend · Wijmers · Zittend
Noord-Holland: Steden en dorpen      Nederland: Provincies · Gemeenten